# Острійківська сільська рада
| Острійківська сільська рада — орган місцевого самоврядування у Білоцерківському районі Київської області з адміністративним центром у с. Острійки. Історична дата утворення: в 1921 році. Водоймища на території, підпорядкованій даній раді: річка Красна. Сільській раді підпорядковані населені пункти: - с. Острійки - с. Блощинці |

## Склад ради
Рада складається з 16 депутатів та голови.

### Керівний склад ради
| ПІБ                       | Основні відомості                                                                | Дата обрання | Дата звільнення |
| ------------------------- | -------------------------------------------------------------------------------- | ------------ | --------------- |
| Кравченко Василь Петрович | Сільський голова, 1963 року народження, освіта, член Української Народної Партії | 26.03.2006   | 31.10.2010      |

Примітка: таблиця складена за даними джерела